# Monika Linkytė

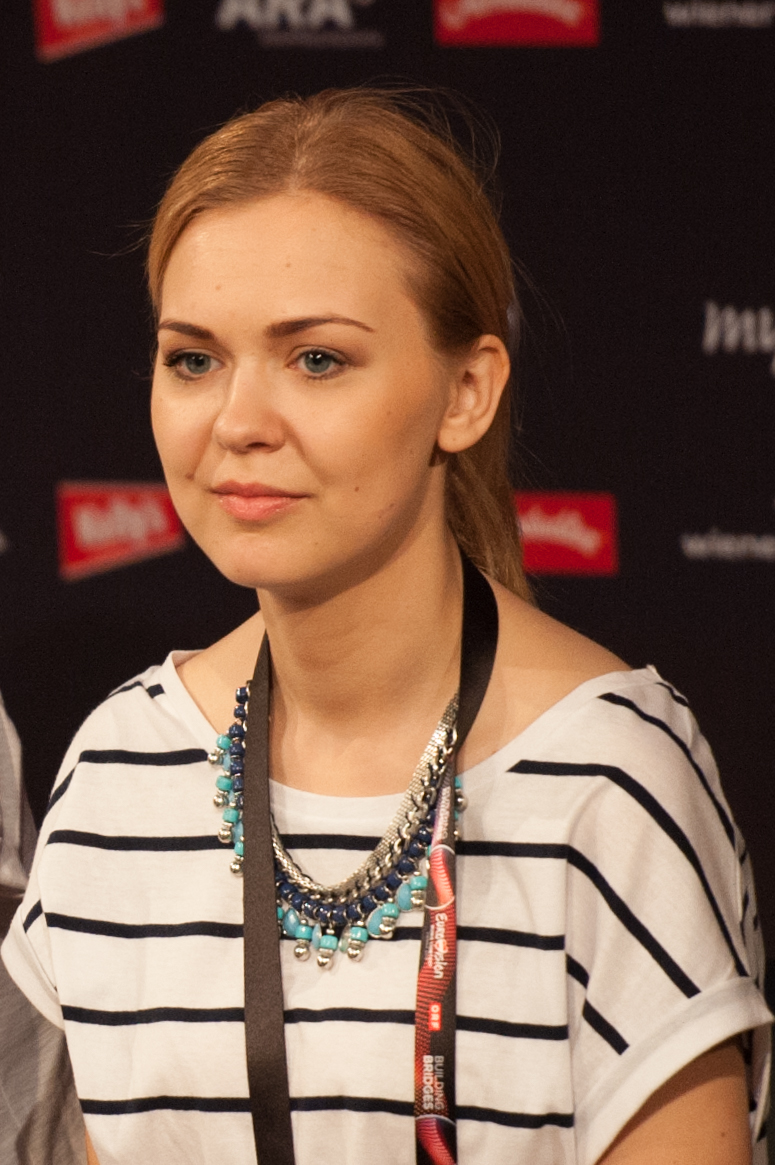
Monika Linkytė beim Eurovision Song Contest 2015

Monika Linkytė (* 3. Juni 1992 in Gargždai) ist eine litauische Sängerin. Sie vertrat Litauen beim Eurovision Song Contest 2015 und beim Eurovision Song Contest 2023.

## Leben
Nach dem Abitur am Gymnasium in Gargždai studierte Linkytė an der Medizinfakultät der Vilniaus universitetas (VU) in der litauischen Hauptstadt Vilnius drei Semester Öffentliche Gesundheit. Seit September 2014 studiert sie heute aber die Rechtswissenschaft an der Rechtsfakultät der VU.

## Musik
Ursprünglich wollte Linkyte Tänzerin werden; als Kind kam sie durch Klavierunterricht in Berührung mit der Musik und schlug die Laufbahn einer Sängerin ein. Zwischen 2006 und 2008 nahm sie an diversen Wettbewerben teil und konnte hohe Platzierungen erreichen. Von 2010 bis 2014 nahm sie jedes Jahr am litauischen ESC-Vorentscheid teil und konnte ihn am 21. Februar 2015 im Duett mit Vaidas Baumila und dem Titel This Time (auf Deutsch: „Dieses Mal“) gewinnen. Das Duo kam bis ins Finale, wo es schließlich Platz 18 erreichte. Beim Eurovision Song Contest 2023 vertrat sie ihr Land erneut; diesmal solo. Mit dem Titel Stay erreichte sie den 11. Rang.

## Diskografie
Alben
- 2015: Walk with Me

EPs
- 2018: Old Love
- 2023: Healing

Singles
- 2010: Give Away
- 2011: Days Go By
- 2012: Happy
- 2013: Baby Boy
- 2014: Skęstu
- 2015: This Time (mit Vaidas Baumila)
- 2015: Po Dangum
- 2015: Žodžių nereikia
- 2016: Krentu žemyn
- 2016: Padovanojau
- 2016: Šviesõs
- 2016: Prisimink mane
- 2017: Leisk man pasiklyst
- 2017: Gal tai meilė?
- 2018: O tu?
- 2020: Šilkas
- 2020: Visada šalia
- 2022: Degtukas
- 2023: Stay